# Kuros z Anawisos
Kuros z Anawisos – grecka marmurowa rzeźba antyczna z ok. 530 p.n.e., znajdująca się w Narodowym Muzeum Archeologicznym w Atenach.
Rzeźba znaleziona została na cmentarzysku w Anawisos w południowej Attyce, niedaleko Aten. Ustawiona była pierwotnie na grobie poległego w bitwie młodzieńca o imieniu Kroisos. Upamiętnia go wyryta na bazie posągu inskrypcja o treści: Stań i westchnij przy grobie Kroisosa, który poległ w pierwszym szeregu walczących, zabity przez dzikiego Aresa. Wysokość posągu wynosi 1,94 m. Przedstawia on nagiego mężczyznę o doskonale oddanej muskulaturze, z archaicznym uśmiechem na twarzy. Na powierzchni rzeźby zachowały się ślady pokrywającej ją niegdyś farby.